# Coma (Enigma)
Coma è il primo album in studio del rapper Enigma, pubblicato in modo indipendente il 2 dicembre 2010.
L'album contiene la traccia Back on Track, successivamente pubblicato nell'album di debutto di Salmo, The Island Chainsaw Massacre nel 2011.

## Tracce
Testi di Francesco Marcello Scano, eccetto dove indicato.
1. Plenilunio (Intro) – 3:05
2. Cometa – 2:48
3. L'uomo contro l'ombra – 3:26
4. PsychoDramma (feat. Rock Birken) – 3:20
5. Infamami (Carlito Skit) – 3:66
6. Back on Track (feat. Salmo) – 2:48
7. Tyler Durden – 3:34
8. Sbotta Piena – 2:26
9. Cartagine (Outro) – 2:20
10. Can I Kick It (feat. Azot1, Lox & BigMike) (Bonus Track) – 4:11